# Dominika Mirgová
Dominika Mirgová (ur. 23 grudnia 1991 w Trnawie) – słowacka piosenkarka.

## Życiorys
W wieku 15 lat wzięła udział w programie Slovensko hľadá Superstar. W 2008 roku wydała swój pierwszy album – Dominika Mirgová. Singiel „Skoro ako v sne” stał się jej pierwszym przebojem.
W 2013 roku wydała album pt. NOVÁ, na którym znalazły się takie utwory jak: „Nová”, „Labuť”, „Kto je on”, „L.A.S.K.A.”, „Swing”, „Je koniec”, „Prvá”.

## Dyskografia
Albumy studyjne
- 2008 – Dominika Mirgová
- 2013 – #Nová
- 2016 – Armáda
- 2019 – Toto som ja

Single
- 2008 – Skoro ako v sne
- 2008 – Kým sa chápeme (feat. Michal Chrenko)
- 2009 – Začínam žiť
- 2012 – Nová
- 2012 – Labuť
- 2012 – Kto je on? (feat. Robert Burian)
- 2012 – Všetko naopak
- 2013 – L.A.S.K.A. (feat. Rakby)
- 2013 – Swing (feat. Mafia Corner)
- 2013 – Je koniec (feat. Kali)
- 2013 – Prostredník
- 2013 – Poslednýkrát
- 2013 – Nová
- 2013 – Jedna z tých
- 2013 – Kruté leto
- 2014 – Prvá
- 2014 – Musím mať nádej (feat. Suvereno)
- 2014 – Vám
- 2014 – Hore
- 2014 – ŠŤASTNÉ A VESELÉ
- 2015 – Talizman
- 2015 – TU SME BOLI
- 2015 – Zavisli
- 2015 – Vypeckuj rádio (feat. Miro Jaroš)
- 2016 – Pódium
- 2016 – Armáda
- 2016 – Vlkodlak
- 2016 – Žijem ako viem
- 2016 – Štít (feat. Pavel Callta)
- 2016 – OBJIM MA
- 2016 – DOLE (feat. Elpe)
- 2017 – Máme sny
- 2017 – MAMA
- 2017 – Zober ma tam (feat. Miroslav Mirga) prod. Ien Echo
- 2017 – Toto som ja prod. Ien Echo
- 2017 – Čas zázrakov
- 2018 – REAL(ITA) prod. Ien Echo
- 2018 – STOPY feat. Majself
- 2018 – Noc patrí nám feat. ADiss